# Orrick (Missouri)
Orrick – miasto w Stanach Zjednoczonych, w stanie Missouri, w hrabstwie Ray.